# يسوع في التلمود
يعتقد بعضُ الباحثين أنّ هنالك إشارات إلى يسوع في عدّة مقاطع من التلمود. أُستخدم اسم «يَشُوع»، وهو اللفظ الأرامي للإسم العبري «يَشُو». سبّب ذلك مشاكلًا كثيرةً في تمييز يسوع عن غيره، فمعظم الأشخاص الذين يحملون اسم يشو عاشوا في فتراتٍ بعيدة نسبيًا عن يسوع، مثل يشو الساحر الذي أعدمه الحشمونيّون قبل أن يخسروا سلطتهم عام 63 قبل الميلاد، يشو التلميذ الذي كان ضمن الفرسيسيون الذين عادوا من مصر إلى إسرائيل عام 74 قبل الميلاد، كما سُجّل أنّ زوج أم يشو بن بانديرا قد تحدّث مع عكيفا بن يوسف قبل إعدامه في 134. من الممكن أن تكون هذه الأحداث قد حصلت بالفعل سنوات وعقود قبل ولادة أو صلب يسوع.

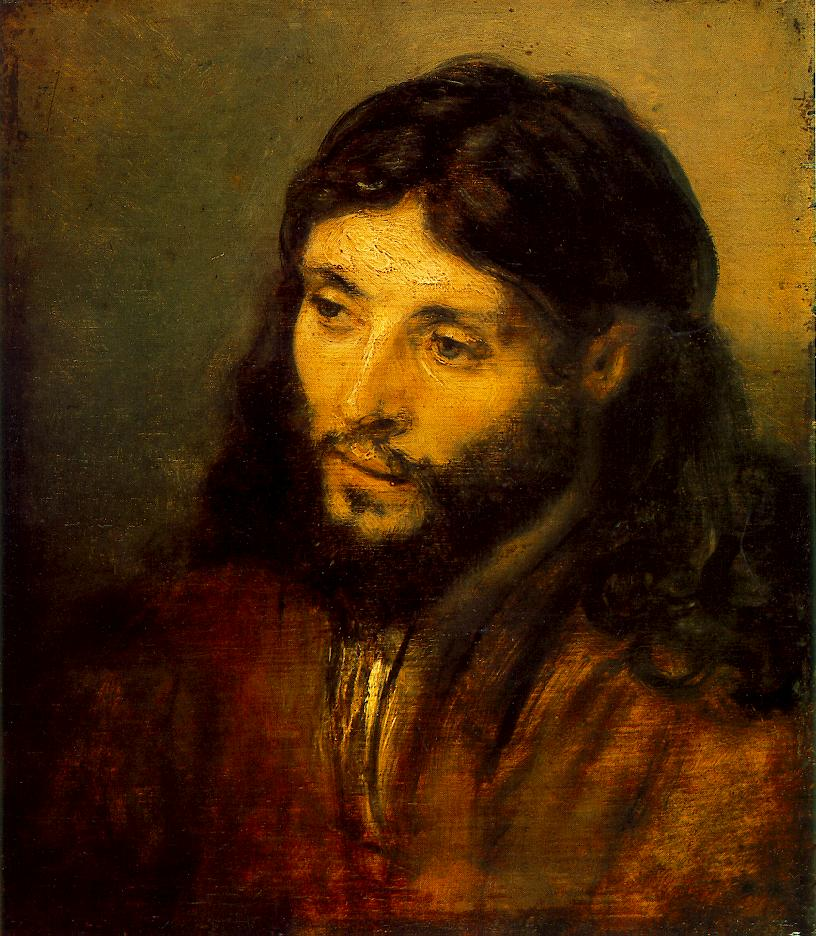
تصوير رامبرانت ليسوع في عمرٍ صغير.

على الرغم من أنّ أول رقابة مسيحيّة على التلمود حدثت عام 521، إلا أنّه في العصور الوسطى وتحديدًا في القرن الثالث عشر، وثّقت رقابة أخرى بشكل دقيقٍ خلال النزاعات بين الطرفين. إتّهمت السلطات الكاثوليكيّة التلمود بالتجديف على يسوع وأمّه مريم، لكنّ اليهود دافعوا عنه بأنّه لا يحتوي على أي ذكر له، وأكّدوا أن اسم «جوشوا» كان اسمًا يهوديًا هو وتفرّعاته، وأنّ يسوع ليس المقصود بالنّصوص التي تذكر هذه الأسماء. أدّت هذه الأحداث إلى حذف الكثير من الأجزاء والمقاطع في النّسخ اللاحقة من التلمود. من أيضًا أنّ مقاطعًا إضافيّة من التلمود قد ضاعت عبر السنوات نتيجة خوف اليهود من الإضطهاد أو بسبب الإهمال والأخطاء. إستطاعت النسخ الحديثة من التلمود استعادة معظم هذه الأجزاء.
في العصر الحديث، تباينت الآراء بين الباحثين عن الإشارات الممكنة ليسوع في التلمود، وافترض بعضهم أنّ الحاخامات القديمة تحدّثوا كثيرًا عن يسوع وكانوا مشغولي البال به. يصنّف هذا الإختلاف ضمن فريقين، الأوّل هو «الأدنوي» والذي يرى بوجود عدد قليل من المقاطع التي تتناول موضوع يسوع، والثّاني هو «الأقصوي» والذي يرى بوجود عدد كبير منها. هذين المصطلحين ليسا فريدين في مجال الخلاف حول التلمود، بل يستخدمان أيضًا في النقاش حول المسائل الأخرى بين المسيحيين واليهود.

## إشارات تلمودية محتملة
هناك العديد من المقاطع التلمودية التي يحتمل بأنها تشير ليسوع، والمقاطع التالية هي الأكثر إثارة للجدل وأبرزها.
قال راف شيسدا: "الزوج كان ستادا والحبيب كان بانديرا."
"ولكن ألم يكن الزوج بابوس بن يوثيدا والأم ستادا؟"